# Prvenstvo ZNP 1931-1932
Il Prvenstvo Zagrebačkog nogometnog podsaveza 1931./32. (it. "Campionato della sottofederazione calcistica di Zagabria 1931-32") fu la tredicesima edizione del campionato organizzato dalla Zagrebački nogometni podsavez (ZNP), la diciannovesima in totale, contando anche le 4 edizioni del Prvenstvo grada Zagreba (1918-1919) e le 2 del campionato del Regno di Croazia e Slavonia (1912-1914, composto esclusivamente da squadre di Zagabria).
Il torneo, chiamato 1. razred ("Prima classe"), fu vinto dal HAŠK Zagabria, al suo sesto titolo nella ZNP, l'ottavo in totale.
Il campionato era diviso era diviso fra le squadre di Zagabria città (divise in 5 divisioni chiamate razred) e quelle della provincia (divise in varie parrocchie, župe). La vincitrice della 1. razred veniva ammessa al Državno prvenstvo (il campionato nazionale) ed inoltre disputava la finale sottofederale contro la vincente del campionato provinciale.

## Struttura
I termini "in casa" e "in trasferta" non hanno senso perché pochi club avevano un proprio stadio. Tutte le partite sono state giocate negli unici 4 stadi di Zagabria: Koturaška cesta (del Građanski), Maksimir (del HAŠK), Tratinska cesta (del Concordia) e Miramarska cesta (del Viktorija e dello Željezničar).
| 1º livello | 1/A razred | 6 squadre  |
| 2º livello | 1/B razred | 5 squadre  |
| 3º livello | 2. razred  | 10 squadre |
| 4º livello | 3. razred  | 10 squadre |
| 5º livello | 4. razred  | 6 squadre  |

## Stagione

### 1. razred
```
Dal 20.09.1931 al 31.01.1932 si disputa la 1. razred fra 8 squadre non coinvolte nel 
Državno prvenstvo 1930-1931
. Le ultime 5 passano nella 1/B razred, mentre le prime 3 (Viktorija, Željezničar e Jugoslavija), assieme alle 3 squadre esentate dalla prima fase (Građanski, HAŠK e Concordia), accedono alla 1/A razred.
```

|                   | Pos. | Squadra              | Pt | G  | V  | N | P  | GF | GS | QR    |
| ----------------- | ---- | -------------------- | -- | -- | -- | - | -- | -- | -- | ----- |
|                   | 1.   | Viktorija Zagabria   | 24 | 14 | 10 | 4 | 0  | 41 | 7  | 5,857 |
|                   | 2.   | Željezničar Zagabria | 18 | 14 | 8  | 2 | 4  | 34 | 17 | 2,000 |
|                   | 3.   | Jugoslavija Zagabria | 18 | 14 | 6  | 6 | 2  | 30 | 17 | 1,764 |
|                   | 4.   | Šparta Zagabria      | 14 | 14 | 5  | 4 | 5  | 16 | 16 | 1,000 |
|                   | 5.   | Grafičar Zagabria    | 14 | 14 | 7  | 0 | 7  | 20 | 26 | 0,769 |
|                   | 6.   | Sokol Zagabria       | 11 | 14 | 4  | 3 | 7  | 17 | 22 | 0,772 |
|                   | 7.   | Slavija Zagabria     | 5  | 14 | 2  | 3 | 9  | 20 | 43 | 0,465 |
|                   | 8.   | Ferraria Zagabria    | 4  | 14 | 2  | 2 | 10 | 10 | 40 | 0,250 |
| Fonte: exyufudbal |      |                      |    |    |    |   |    |    |    |       |

|             | Vik  | Žel  | Jug  | Špa  | Gra  | Sok  | Sla  | Fer  |
| ----------- | ---- | ---- | ---- | ---- | ---- | ---- | ---- | ---- |
| Viktorija   | –––– | 2-2  | 0-0  | 3-1  | 2-0  | 4-0  | 7-0  | 4-0  |
| Željezničar | 1-6  | –––– | 1-0  | 5-1  | 3-0  | 3-0  | 6-1  | 1-1  |
| Jugoslavija | 2-2  | 4-2  | –––– | 0-0  | 2-0  | 1-1  | 5-5  | 2-1  |
| Šparta      | 1-1  | 1-0  | 0-1  | –––– | 2-1  | 1-1  | 1-0  | 5-0  |
| Grafičar    | 0-3  | 1-0  | 0-3  | 2-1  | –––– | 3-2  | 5-1  | 3-2  |
| Sokol       | 0-2  | 0-2  | 4-2  | 0-0  | 4-0  | –––– | 3-2  | 2-0  |
| Slavija     | 0-2  | 0-7  | 1-1  | 0-3  | 0-1  | 2-0  | –––– | 2-2  |
| Ferraria    | 0-3  | 0-1  | 0-7  | 2-0  | 1-4  | 1-0  | 0-6  | –––– |

### 1/B razred
```
Disputata dal 3 aprile al 26 giugno 1932.
```

|                   | Pos. | Squadra           | Pt | G | V | N | P | GF | GS | QR    |
| ----------------- | ---- | ----------------- | -- | - | - | - | - | -- | -- | ----- |
|                   | 1.   | Šparta Zagabria   | 15 | 8 | 7 | 1 | 0 | 23 | 5  | 4,600 |
|                   | 2.   | Grafičar Zagabria | 11 | 8 | 5 | 1 | 2 | 19 | 12 | 1,583 |
|                   | 3.   | Sokol Zagabria    | 8  | 8 | 3 | 2 | 3 | 19 | 21 | 0,904 |
|                   | 4.   | Slavija Zagabria  | 3  | 8 | 1 | 1 | 6 | 14 | 23 | 0,608 |
|                   | 5.   | Ferraria Zagabria | 3  | 8 | 1 | 1 | 6 | 10 | 24 | 0,416 |
| Fonte: exyufudbal |      |                   |    |   |   |   |   |    |    |       |

|          | Špa  | Gra  | Sok  | Sla  | Fer  |
| -------- | ---- | ---- | ---- | ---- | ---- |
| Šparta   | –––– | 4-0  | 2-0  | 3-2  | 1-0  |
| Grafičar | 0-0  | –––– | 4-2  | 3-0  | 5-0  |
| Sokol    | 2-5  | 3-2  | –––– | 1-1  | 1-1  |
| Slavija  | 1-1  | 2-3  | 3-4  | –––– | 4-1  |
| Ferraria | 0-4  | 1-2  | 3-6  | 4-1  | –––– |

### 1/A razred
```
La 1/A razred (dal 07.02.1932 al 22.05.1932) funge da qualificazione al 
Državno prvenstvo 1931-1932
 (vi accedono le prime 4 classificate).
```

|                   | Pos. | Squadra              | Pt | G  | V | N | P | GF | GS | QR    |
| ----------------- | ---- | -------------------- | -- | -- | - | - | - | -- | -- | ----- |
|                   | 1.   | HAŠK Zagabria        | 17 | 10 | 8 | 1 | 1 | 30 | 8  | 3,750 |
|                   | 2.   | Građanski Zagabria   | 15 | 10 | 6 | 3 | 1 | 33 | 7  | 4,714 |
|                   | 3.   | Concordia Zagabria   | 10 | 10 | 4 | 2 | 4 | 17 | 15 | 1,133 |
|                   | 4.   | Viktorija Zagabria   | 9  | 10 | 4 | 1 | 5 | 21 | 18 | 1,166 |
|                   | 5.   | Željezničar Zagabria | 5  | 10 | 2 | 1 | 7 | 9  | 35 | 0,257 |
|                   | 6.   | Jugoslavija Zagabria | 3  | 10 | 1 | 2 | 7 | 7  | 34 | 0,205 |
| Fonte: exyufudbal |      |                      |    |    |   |   |   |    |    |       |

Legenda:
      Qualificato al Državno prvenstvo 1931-1932.
  Partecipa alle qualificazioni al Državno prvenstvo 1931-1932.
      Retrocessa nella divisione inferiore.
Note:
Due punti a vittoria, uno a pareggio, zero a sconfitta.
|                   | HAŠ  | Gra  | Con  | Vik  | Žel  | Jug  |
| ----------------- | ---- | ---- | ---- | ---- | ---- | ---- |
| HAŠK              | –––– | 3-2  | 2-0  | 2-0  | 4-0  | 1-0  |
| Građanski         | 3-1  | –––– | 0-0  | 0-0  | 7-0  | 0-0  |
| Concordia         | 2-2  | 2-5  | –––– | 0-3  | 5-1  | 2-1  |
| Viktorija         | 1-2  | 2-4  | 3-1  | –––– | 4-1  | 8-0  |
| Željezničar       | 0-3  | 0-6  | 3-0  | 2-5  | –––– | 1-1  |
| Jugoslavija       | 0-12 | 1-5  | 3-0  | 1-3  | 1-5  | –––– |
| Fonte: exyufudbal |      |      |      |      |      |      |

## Provincia
Il campionato provinciale è stato vinto dal Segesta.

## Finale sottofederale
| Squadra 1     | Risultato | Squadra 2 |
| ------------- | --------- | --------- |
| HAŠK Zagabria | 4 – 0     | Segesta   |